# ツバル・ドル
ツバル・ドル（英語：Tuvaluan dollar）は、ツバルの通貨。厳密には独立した通貨ではなく、オーストラリア・ドルと等価で硬貨のみ発行され、紙幣はオーストラリア・ドル紙幣をそのまま使用する。硬貨の鋳造もオーストラリア造幣局が行なっている。

## 歴史
オーストラリア・ドルが導入されるまでは、イギリスの通貨であるスターリング・ポンドが使用されていた。第二次世界大戦中にはアメリカ合衆国が島を管理しておりその間はアメリカ合衆国ドルも使用されていた。当時はギルバートおよびエリス諸島で発行された紙幣も流通していたが、通貨として流通していたと言うよりも実際にはスターリング・ポンドに交換されて使用されていた。ギルバート諸島（現キリバス）では日本軍の管理下で大東亜戦争軍票（「と号券」＝オセアニア・ポンド）が流通したが、ツバルにまでは流通していなかった。
1966年から1976年までの期間もオーストラリア・ドルを使用していたものの、1976年に1、2、5、10、20、50 セント、1ドルの硬貨の発行を始めた。現在も紙幣はオーストラリア・ドルをそのまま使用している。

## 硬貨
硬貨もオーストラリア・ドルと等価であるが、違いとしてツバル・ドル硬貨にはツバルの海洋生物がそれぞれデザインされており、50セントは円形、1ドルは9角形と、大きさと形が異なる。
1セント硬貨には巻貝が、2セントにはアカエイ、5セントにはタイガーシャーク、10セントには蟹、20セントにはトビウオ、50セントにはタコ、1ドルにはウミガメがそれぞれデザインされている。
なお、1セント、2セント硬貨は実質的に流通しておらず、5セント、10セント硬貨もほとんど流通していない。